# بوم‌مرز

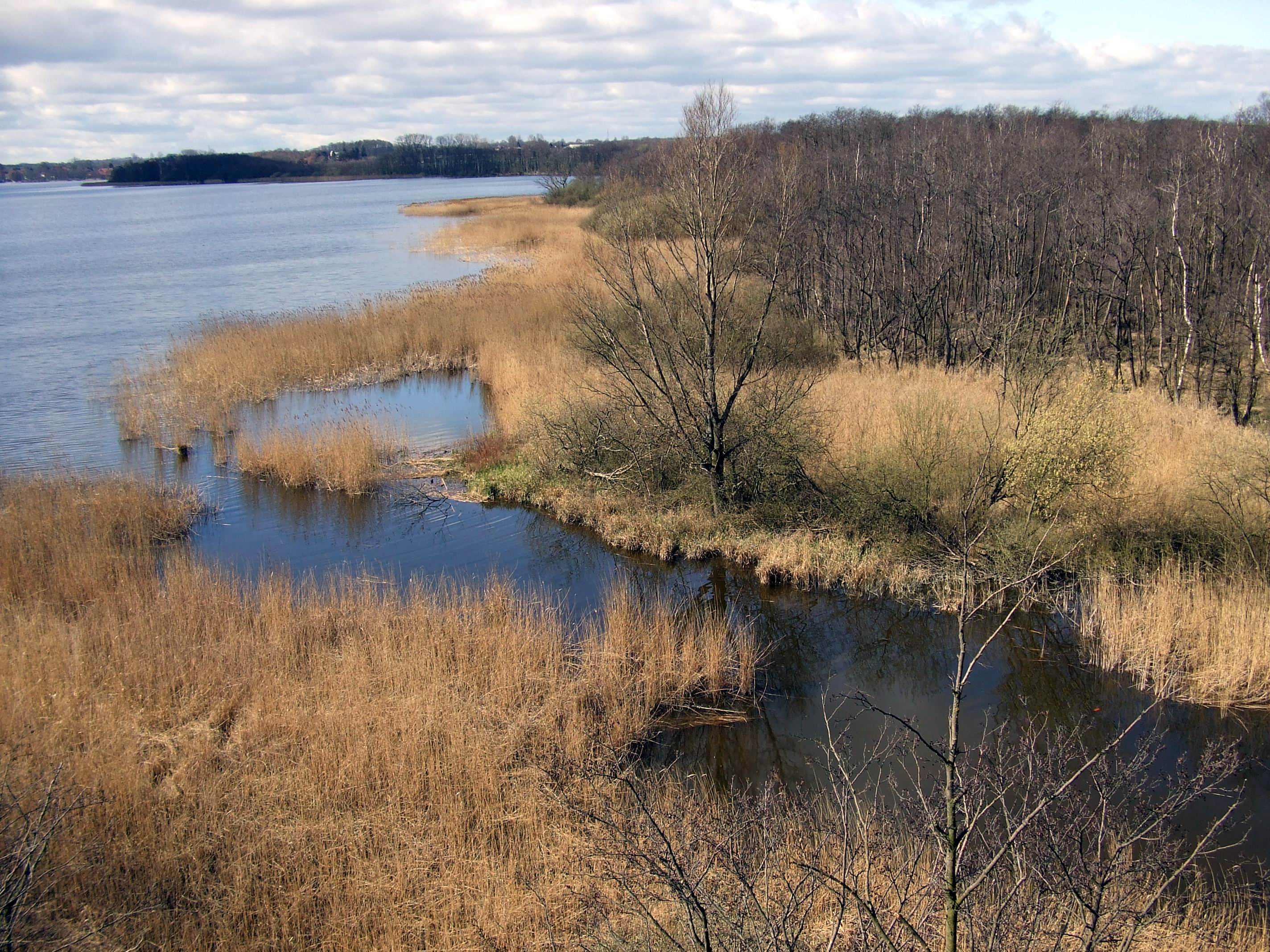
نی‌زارها نوعی از بوم‌مرزهای کنار دریاچه‌ها هستند.

مرز یا منطقه‌ای با ویژگی مشخص که بین دو یا چند بوم‌سازگان (اکوسیستم) یا دو یا چند زیست‌بوم (بیوم) قرار دارد و دارای ویژگی‌های مشترکی با هریک از آن‌هاست بوم‌مرز (ecotone) نامیده می‌شود. برای نمونه حاشیه جنگل‌ها، مناطق باتلاقی میان تالاب‌ها و خشکی‌ها، نوار ساحلی بین قاره‌ها (محّل حدّ فاصل جزر و مدّ آب دریا) یا محل اتصال رودخانه‌های آب شیرین با دریا، بوم‌مرز به‌شمار می‌آید. تغییرات پوشش گیاهی از یک اکوسیستم به اکوسیستم دیگر تدریجی و تفکیک مرز بین اکوسیستم‌ها تقریبی است.
در مورد زیست‌بوم‌های عظیم، وسعت ناحیه بوم‌مرز می‌تواند بالغ بر ده‌ها کیلومتر مربع باشد، نظیر ناحیه‌ای که بین جنگل‌های سوزنی‌برگ کانادا و مراتع آمریکای شمالی وجود دارد. در برخی منابع علمی، به نواحی بینابینی که دارای وسعت بسیار زیادی هستند اصطلاحاً پهن‌بوم‌مرز گفته می‌شود.
بوم‌مرز معمولاً از تنوع زیستی بالایی نیز برخوردار است و با ارزش‌ترین ذخایر اکوسیستمی در بوم‌مرزها قرار دارند. در اغلب موارد تنوع گونه‌ای گیاهان و جانوران در بوم‌مرزها غنی‌تر از جامعه‌های زیستی Biocoenosis مجاور می‌باشد زیرا امکان ورود کلیه موجودات از اکوسیستم‌های مجاور به ناحیهٔ بینابینی وجود دارد لیکن تعداد افراد هر یک از گونه‌ها در داخل بوم‌مرز کمتر از تعداد افراد آنها در جامعهٔ اصلی‌شان است.